# Cyrtanthus bicolor
Cyrtanthus bicolor är en amaryllisväxtart som beskrevs av Robert Allen Dyer. Cyrtanthus bicolor ingår i släktet Cyrtanthus, och familjen amaryllisväxter. Inga underarter finns listade i Catalogue of Life.